# Easter
Easter (рус. Пасха) — третий студийный альбом Patti Smith Group, вышедший в 1978 году на лейбле Arista Records.

## Об альбоме
Более доступный для радиоэфира, нежели его предшественники (Horses и Radio Ethiopia), Easter стал, наверное, наиболее коммерчески успешным альбомом из всей дискографии Смит. Самой популярной композицией с него стала написанная в соавторстве с Брюсом Спрингстином поп-баллада «Because the Night», занявшая 13-е место в Billboard Hot 100. В музыке альбома, ставшей по сравнению с прошлыми записями группы проще и прямолинейнее и ориентированной на более широкую аудиторию, ощущается влияние классического рок-н-ролла и фолк-музыки, равно как и традиционного попа. Содержание таких песен, как заглавная «Easter», «Ghost Dance» или «Privilege (Set Me Free)», в тексте которой используются фрагменты 22-го псалма, говорят о растущем интересе Смит к религии.
Журнал The Village Voice поставил его на 14-е место в списке лучших альбомов года.

## Список композиций
Первая сторона:
1. «Till Victory» (Патти Смит, Ленни Кей) — 2:45
2. «Space Monkey» (Смит, Иван Крал, Том Верлен) — 4:04
3. «Because the Night» (Смит, Брюс Спрингстин) — 3:32
4. «Ghost Dance» (Смит, Кей) — 4:40
5. «Babelogue» (Смит) — 1:25
6. «Rock N Roll Nigger» (Смит, Кей) — 3:13

Вторая сторона:
1. «Privilege (Set Me Free)» (Мел Лондон[англ.], Майк Леандер[англ.], Псалом 22) — 3:27
2. «We Three» (Смит) — 4:19
3. «25th Floor» (Смит, Кей) — 4:01
4. «High on Rebellion» (Смит) — 2:37
5. «Easter» (Смит, Джей Ди Доэрти[англ.]) — 6:15

## Участники записи
- Патти Смит — вокал, гитара
- Ленни Кей — гитара, бас-гитара, вокал
- Джей Ди Доэрти[англ.] — ударные
- Иван Крал — бас-гитара, вокал
- Брюс Броди — клавишные, синтезатор

## Чарты
| Чарт (1978)    | Позиция | Сертификат |
| -------------- | ------- | ---------- |
| Великобритания | 16      | Серебро    |
| США            | 20      | —          |
| Норвегия       | 10      | —          |
| Швеция         | 34      | —          |